# Tenero-Contra
Tenero-Contra är en ort och kommun  i distriktet Locarno i kantonen Ticino, Schweiz. Kommunen har 3 397 invånare (2023).
Kommunen består av ortsdelarna Tenero, vid sjön Lago Maggiore, och Contra.